# Nervus auriculotemporalis

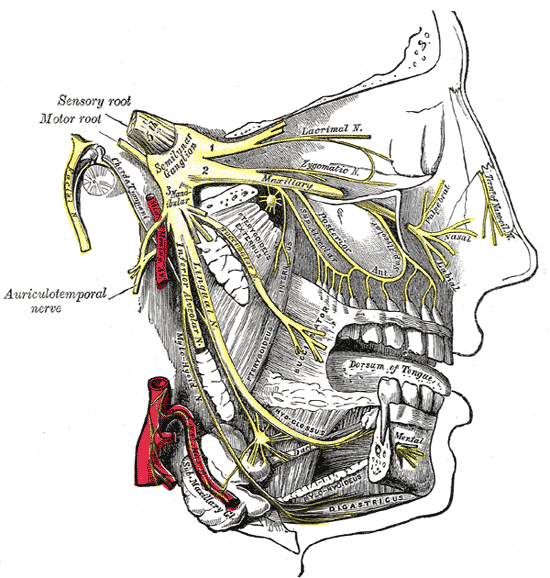
Äste des Nervus mandibularis

Der Nervus auriculotemporalis („Ohr-Schläfen-Nerv“) ist ein Ast des Unterkiefernervs (Nervus mandibularis), der für die sensible Innervation von Ohrmuschel, Teilen des Gehörgangs und Trommelfells sowie der Haut der Schläfe zuständig ist. Außerdem hat er Verbindungsäste zum Nervus facialis und Nervus glossopharyngeus.
Der Nervus auriculotemporalis entspringt mit zwei Wurzeln aus dem Unterkiefernerv, die die Arteria meningea media umfassen und sich dann zu einem Nervenstamm vereinigen, der seitlich des Oberkiefers nach vorn zieht.
Über einen Verbindungsast zum Nervus facialis führt der Nervus auriculotemporalis den Backenästen (Rami buccales) des Nervus facialis sensible Fasern zur Versorgung der Massetergegend zu. Zudem hat der Nervus auriculotemporalis Verbindung zum Ganglion oticum, wo er über die Jacobson-Anastomose parasympathische Fasern des Nervus glossopharyngeus empfängt und zur Ohrspeicheldrüse leitet.